# David P. Chandler

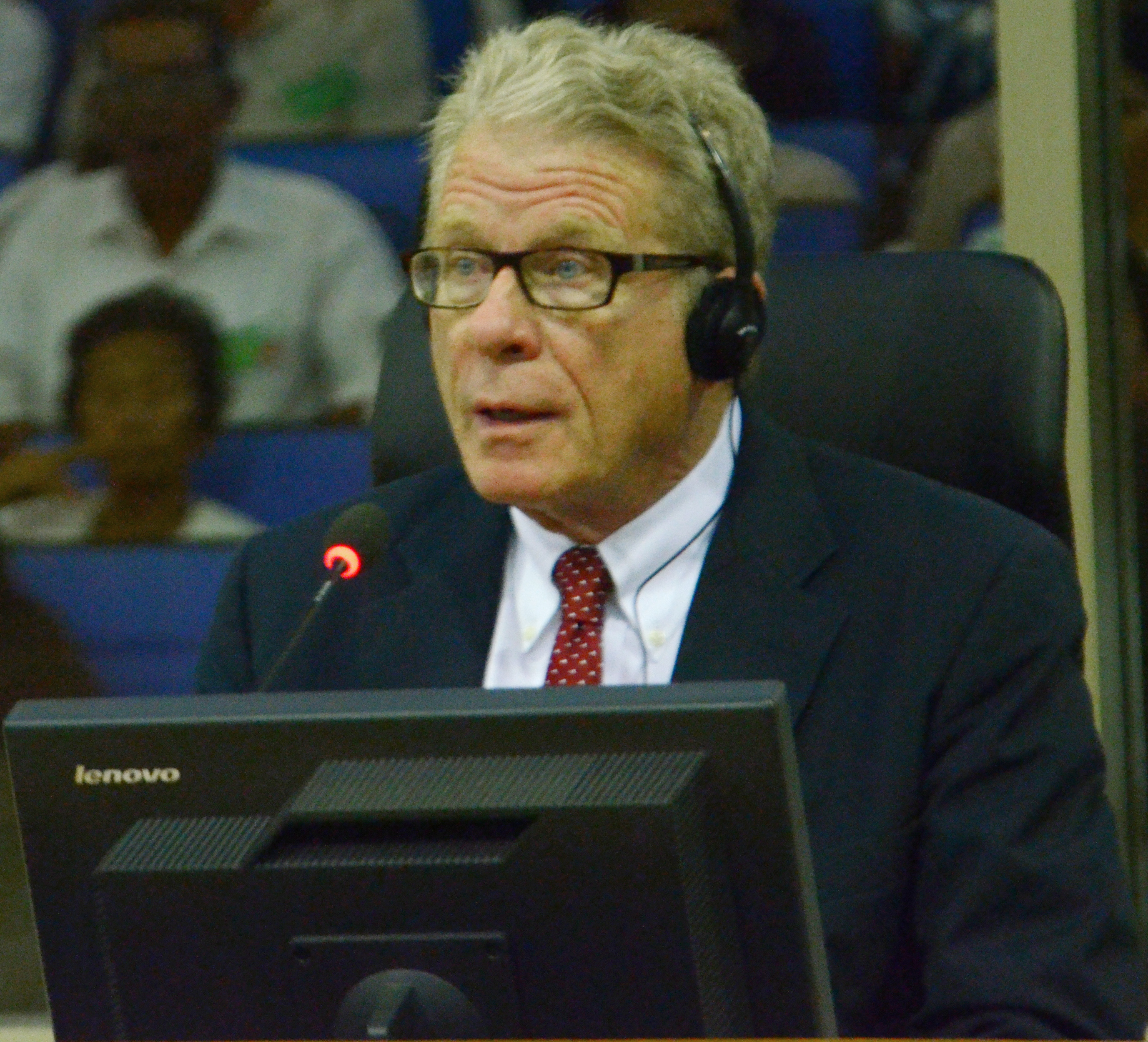
David P. Chandler als sachverständiger Zeuge beim Rote-Khmer-Tribunal, 2012

David Porter Chandler (* 4. März 1933) ist ein US-amerikanischer Historiker, spezialisiert auf die moderne Geschichte von Kambodscha und Südostasien. Er ist emeritierter Professor für Geschichte der Monash University in Melbourne.

## Leben und Wirken
Nach dem Bachelorstudium am Harvard College (A.B. 1954) arbeitete Chandler zwei Jahre als Schreibkraft für die U.S. Army in Washington, D.C. und war Lecturer an einem College in Puerto Rico. 1958 bis 1966 war er Beamter im auswärtigen Dienst der USA. Er war 1960 bis 1962 in Phnom Penh (Kambodscha), dann in Bogotá (Kolumbien) stationiert und bildete danach in Washington, D.C. Diplomaten für Südostasien aus. 1966 verließ er den diplomatischen Dienst und schrieb sich an der Yale University für Geschichte Südostasiens ein, wo er beim französischen Südostasienexperten Paul Mus studierte. Nach dem Masterabschluss 1968 ging er an die University of Michigan, an der er 1974 mit einer Arbeit über die vorkoloniale Geschichte Kambodschas als tributpflichtiges Königreich zwischen Siam und Vietnam (1794–1848) zum Ph.D. promoviert wurde.
1972 wurde er Senior Lecturer, später Associate Professor an der Monash University in Melbourne (Australien), wo er 1979 bis 1997 Direktor des Centre for Southeast Asian Studies sowie von 1993 bis 1997 Professor für Geschichte am Monash Asia Institute war. Nach seiner Emeritierung war er Adjunct Professor for Asian Studies an der Georgetown University in Washington, D.C., sowie Gastprofessor an der University of Wisconsin–Madison, der Johns Hopkins University und der Cornell University.
In der Nachfolge des Terrorregimes und der Massenmorde der Roten Khmer und dem Wiederaufbau danach war er sowohl für die kambodschanische Regierung (zum Beispiel Berater des Center for Khmer Studies in Siem Reap), für Amnesty International, die Asia Foundation (Wahlbeobachter in Kambodscha) und die UNO und verschiedene US-Regierungsstellen (wie der United States Agency for International Development; Abteilung Kriegsgefangene/Vermisste des Verteidigungsministeriums) tätig. Die Association for Asian Studies zeichnete ihn 2018 mit ihrem Preis für herausragende Beiträge zu den Asienwissenschaften aus.
Der Professor Naranhkiri Tith an der Johns Hopkins University warf ihm vor, anfangs in den 1970er Jahren noch mit Sympathie über die Roten Khmer und danach für die vietnamesischen Besetzer des Landes und Hun Sen geschrieben zu haben, was Chandler zurückwies.
Zu seinen Doktoranden gehört Ben Kiernan.

## Schriften
- mit anderen: In Search of Southeast Asia. A Modern History. Edited by David Joel Steinberg. Praeger Publishers, New York u. a. 1971, ISBN 0-8248-1110-0.
- The Land and People of Cambodia. Lippincott Williams & Wilkins, Philadelphia PA 1972, ISBN 0-397-31321-7 (HarperCollins, New York NY 1991, ISBN 0-06-021129-6).
- A History of Cambodia. Westview Press, Boulder CO 1983, ISBN 0-86531-578-7 (4. Auflage, ebenda 2008, ISBN 978-0-8133-4363-1).
- The Tragedy of Cambodian History. Politics, War, and Revolution since 1945. Yale University Press, New Haven CT u. a. 1991, ISBN 0-300-04919-6.
- Brother Number One. A Political Biography of Pol Pot. Westview Press, Boulder CO u. a. 1992, ISBN 0-8133-0927-1.
- Facing the Cambodian Past. Selected Essays 1971–1994. Silkworm Books, Chiang Mai 1996, ISBN 974-7047-74-8.
- Voices from S-21. Terror and History in Pol Pot’s Secret Prison. University of California Press, Berkeley CA u. a. 1999, ISBN 0-520-22005-6.
- Coming to Cambodia. In: Anne Ruth Hansen, Judy Ledgerwood (Herausgeber): At the Edge of the Forest. Essays on Cambodia, History, and Narrative in Honor of David Chandler (= Studies on Southeast Asia. 46). Cornell Southeast Asia Program Program, Ithaca, NY 2008, ISBN 978-0-87727-776-7, S. 19–20, JSTOR:10.7591/j.ctv1nhmk8.7, (Erinnerungen an seine Anfangsjahre in Kambodscha).